# 疯狂星期四
疯狂星期四是中国大陆市场的肯德基于2018年推出的营销活动，于每周四挑选不定的产品只售成本价。在2022年以后，许多年轻人在各自社媒制作相关文案（也称“疯四文学”）或直接前往肯德基点单食用并拍摄，演变成一个网络迷因。